# Robert Kirkman

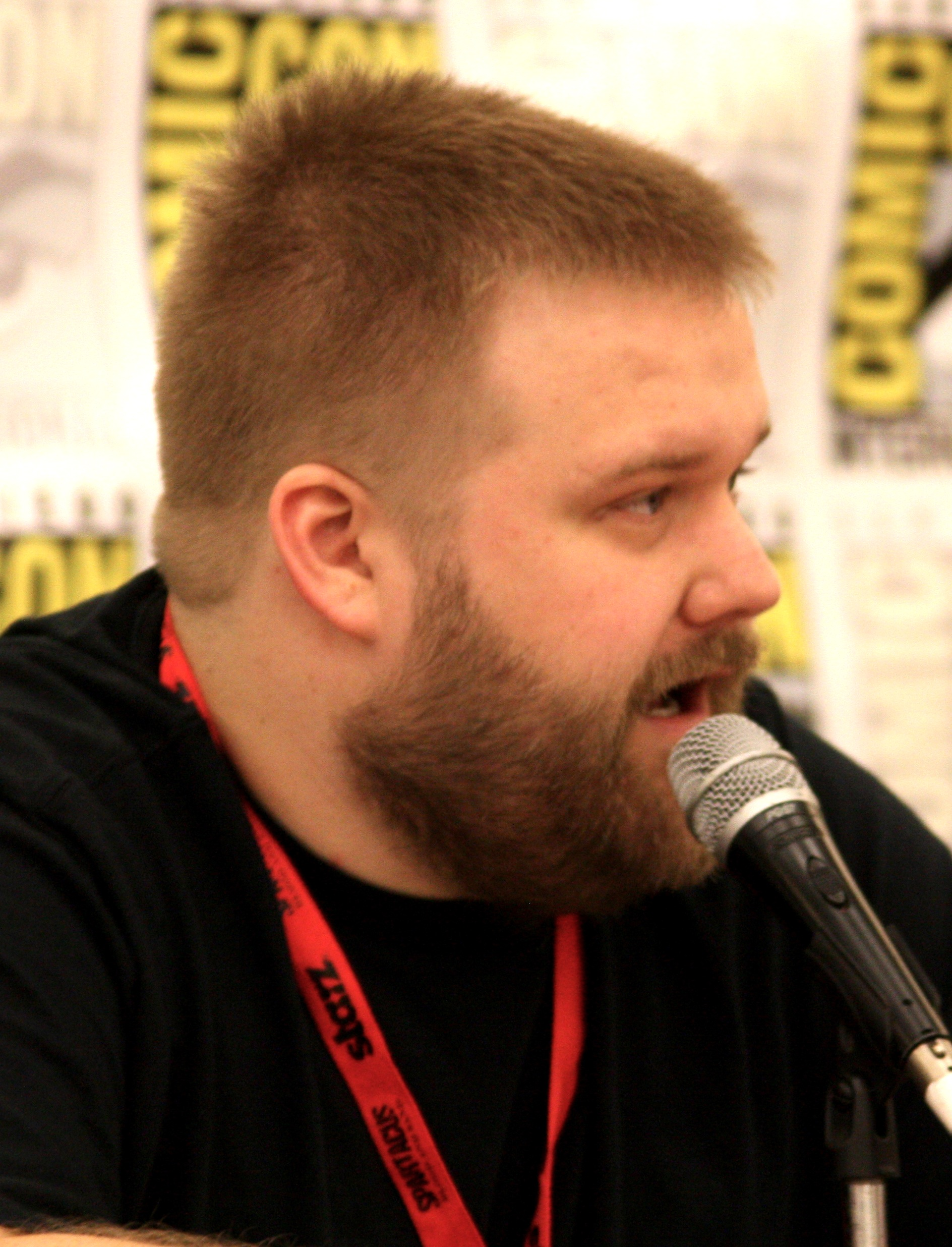
Robert Kirkman en la ComicCon de 2009.

Robert Kirkman (Lexington, 30 de novembre de 1978), és un guionista de còmics nord-americà conegut pel seu treball a The Walking Dead i Invincible per a Image Comics, així com Ultimate X-Men i Marvel Zombies de Marvel Comics. També ha col·laborat amb el cofundador d'Image Comics, Todd McFarlane en la sèrie Haunt.

## Carrera
El primer treball de Robert Kirkman va ser el còmic que paròdia de còmic de superherois Battle Pope el qual va ser cocreat amb l'artista Tony Moore i publicat l'any 2000 per l'editorial Funk-O-Tron. Més tard, mentre llançava una nova sèrie, Science Dog, Kirkman i Cory Walker van ser contractats per Image Comics per fer la minisèrie SuperPatriot. Mentre treballava en aquest còmic, Kirkman i E.J. Su van crear el 2002 la sèrie Tech Jacket, per Image Comics, que té una durada de sis números.
El 2003, Kirkman i Walker van crear Invincible per a la nova línia de superherois d'Image Comics. La història se centra en el fill adolescent del superheroi més poderós del món, que desenvolupa poders i comença la seva pròpia carrera. Walker no va aconseguir acabar d'il·lustrar a temps cada número i va ser reemplaçat per Ryan Ottley. El 2005, Paramount Pictures va anunciar que havia comprat els drets per produir una pel·lícula Invencible i va contractar a Kirkman per escriure el guió, però el projecte mai es va concretar. El 2008 hi va haver una sèrie de TV basada en el còmic.
Poc després de publicar Invencible, Kirkman i Moore van començar The Walking Dead (2003), una sèrie ambientada en un món inspirat per les pel·lícules de George A. Romero de zombies. Moore no aconseguia lliurar el seu treball a temps i va ser reemplaçat per Charlie Adlard a partir del número 7. Moore va continuar dibuixant portades fins al número 24.
Kirkman també va treballar per a la Marvel. Es va encarregar del remake de la sèrie de la dècada dels 90 Sleepwalker; però va ser cancel·lada abans de publicar-la, però, el primer número es va incloure en el primer volum d'Epic Anthology, el 2004. Aviat es va convertir en un dels pilars de Marvel, escrivint, entre altres títols, el Capità Amèrica vol. 4, números 29-32 (2004), Marvel Knights 2099 (2004), Jubilee números 1-6 (2004), vol - Up Marvel Team. 3, #1.25 (2005), Els 4 Fantàstics: Enemics als números 1.6 (2005), Marvel Zombies números 1-5 (2005-2006), Ultimate X-Men (començant amb l'edició número 66), i Irredeemable Ant-Man números 1-12.
Kirkman i el dibuixant Jason Howard van crear la sèrie de Image Comics The Astounding Wolf-Man, llançada el 5 de maig de 2007, com a part del Free Comic Book Day. Kirkman va editar la sèrie mensual Brit, basada en el personatge que va crear per a la sèrie de one-shots, il·lustrat per Moore i Rathburn Cliff. Va tenir una durada de 12 números.
Kirkman va anunciar el 2007 que ell i el dibuixant Rob Liefeld farien un remake de Killraven per a Marvel Comics. Kirkman aquest any també va dir que ell i Todd McFarlane podrien col·laborar en la sèrie Haunt de Image Comics. A finals de juliol de 2008, Kirkman es va fer soci de Image Comics i va deixar d'escriure per Marvel. El 2009, però, ell i Walker van produir la minisèrie de cinc números El Destructor vol. 4 per al segell MAX de Marvel. Actualment s'està produint l'adaptació televisiva de The Walking Dead, dirigida per Frank Darabont.
El 2009 Marc Silvestri i Kirkman es van fer càrrec dels còmics Pilot Season de Top Cow. El Pilot Season 2009/2010 conté una sèrie de cinc còmics pilot d'un sol número. Els lectors podien votar quina d'elles es convertia en una sèrie. Els cinc nombres són cocreats per Silvestri, que també dibuixa la coberta.
Al juliol de 2010, Kirkman va anunciar que anava a encarregar-se d'un nou segell editorial de Image Comics, Skybound.
Al febrer de 2013, la productora de televisió Fox International Channel va confirmar que Robert Kirkman treballava de forma paral·lela en una novel·la gràfica i un guió per a sèrie de televisió sobre exorcismes.

## Vida personal
Kirkman va anomenar al seu fill Peter Parker Kirkman en honor de la identitat secreta de Spiderman, Peter Parker.

## Premis
- Harvey al millor escriptor per The Walking Dead.

### Funk-O-Tron
- Battle Pope
  - Battle Pope (2000) #1–4
  - Battle Pope: Shorts (2001) #1-3
  - Battle Pope: Mayhem (2001) #1, 2
  - Battle Pope: Christmas Pope-Tacular (2001) #1
  - Battle Pope: Wrath Of God (2002) #1-3
  - The above were done in collaboration with (amb Tony Moore, Matt Roberts, Jonboy Meyers, Cory Walker i E. J. Su, 2000–2002)
- Battle Pope Presents: Saint Michael #1–3 (amb Terry Stevens, 2001)

### Image Comics
- SuperPatriot:
  - SuperPatriot: America's Fighting Force #1–4 (amb Cory Walker, 2002)
  - SuperPatriot: War on Terror #1–4 (amb E. J. Su, 2004–2007)
- Tech Jacket #1–6 (amb E. J. Su, 2002–2003)
- Invincible #1-ongoing (amb Cory Walker i Ryan Ottley, 2003–...)
- Masters of the Universe Icons of Evil - Beast Man #1
- Capes #1–3 (amb Mark Englert, 2003)
- The Walking Dead #1-ongoing (amb Tony Moore i Charlie Adlard, 2003–...)
- Noble Causes #2: "Rite of Passage" (amb Cory Walker, 2004)
- Youngblood: Imperial (amb Marat Mychaels, Arcade, one-shot, 2004)
- Savage Dragon: God War #1–4 (amb Mark Englert, 2004–2005)
- Four Letter Worlds: "Blam" (amb Matt Roberts, graphic novel, tpb, 144 pàgines, 2005, ISBN 1-58240-439-9)
- Image Holiday Special '05: "The Walking Dead" (amb Charlie Adlard, one-shot, 2005)
- Suprema: Supreme Sacrifice (amb Jon Malin, Arcade, one-shot, 2006)
- The Astounding Wolf-Man #1-25 (amb Jason Howard, 2007–2010)
- Image United #1-3
- Sea Bear & Grizzly Shark: "The Origin of the Bear, and the Origin of the Shark" (amb Jason Howard i Ryan Ottley, 2010)
- Guardians of the Globe #1–6 (amb Benito J. Cereno III, Ransom Getty i Kris Anka, 2010–2011)
- Spawn #200: "Prologue" (l'escriptura i l'art, 2011)
- Outlaw Territory: "Man on a Horse: A Dawson Brothers Tale" (amb Shaun O'Neil, antologia de la novel·la gràfica, tpb, 240 pàgines, 2011, ISBN 1-60706-321-2)
- Super Dinosaurio #1-obert (amb Jason Howard, 2011–...)
- The Infinite #1-4 (amb Rob Liefeld, 2011)
- Thief of Thieves #1-obert (coescriptor, 2012–...)

### Marvel Comics
- Epic Anthology: "Sleepwalker: New Beginnings" (amb Khary Randolph, Epic, 2004)
- X-Men Unlimited #2: "All the Rage" (amb Takeshi Miyazawa, 2004)
- Spider-Man Unlimited #4: "Love Withdrawal" (amb Cory Walker, 2004)
- Captain America #29–32: "Super Patriot" (amb Scot Eaton, 2004)
- Jubilee #1–6 (amb Derec Donovan, 2004)
- Marvel Team-Up (amb Scott Kolins, Jeff Johnson, Paco Medina, Cory Walker, Andy Kuhn i Roger Cruz, 2005–2007)
- Fantastic Four: Foes #1–6 (amb Cliff Rathburn, 2005)
- Amazing Fantasy #15: "Monstro" (amb Khary Randolph, 2006)
- What If?.. featuring Thor (amb Michael Avon Oeming, one-shot, 2006)
- Marvel Zombies:
- Ultimate X-Men #66–93, Annual No. 2
- New Avengers: America Supports You: "Time Trouble" (amb Alex Chung i Scott Hepburn, one-shot, 2006)
- The Irredeemable Ant-Man (amb Phil Hester i Cory Walker, 2006–2007)
- Destroyer #1–5 (amb Cory Walker, 2009)
- X-Force Annual No. 1 (amb Jason Pearson, 2010)

### Altres editors
- 9-11 vol.1: "Untitled" (amb Tony Moore, antologia de novel·la gràfica, tpb, 196 pàgines, Dark Horse, 2002, ISBN 1-56389-881-0)
- Top Cow: Hardcore (2012, ongoing)
- Tales of Army of Darkness: "Weekend Off" (amb Ryan Ottley, Dynamite, one-shot, 2006)
- Masters of the Universe Icons of Evil - Tri-Klops #1
- Masters of the Universe Icons of Evil - Mer-Man #1
- Masters of the Universe Icons of Evil - Trap Jaw #1
- Tales of the Realm #1–5 (amb Matt Tyree, MVCreations, 2003–2004)

### Novel·les
Kirkman ha escrit algunes novel·les no gràfiques per a The Walking Dead:
1. The Walking Dead: Rise of the Governor, amb Jay Bonansinga, Thomas Dunne Books, 2011.
2. The Walking Dead: The Road to Woodbury, amb Jay Bonansinga, Thomas Dunne Books, 2012.
3. The Walking Dead: The Fall of the Governor, amb Jay Bonansinga, Thomas Dunne Books, 2013.